# Kriminalvårdens grader i Frankrike
Kriminalvårdens grader i Frankrike bestämmer den hierarkiska ordningen inom den franska kriminalvården, administration pénitentiaire.

## Personalstruktur

### Kriminalvårdens baspersonal
Surveillants (kriminalvårdare), är statstjänstemän i kategori C. För att bli anställd krävs formellt endast att ha avgångsbetyg från grundskola. I praktiken hade dock 2/3 av de nyanställda kriminalvårdarna avlagt studentexamen och 1/5 hade avlagt en högre examen. Kriminalvårdaren når graden Surveillant principal genom reglerad befordringsgång (tjänsteår). Surveillant brigadier och högre grader inom befordringsgång C är vakthavande befäl, dit befordran sker genom urval. Den högsta grad inom befordringsgång C som kan uppnås är Major pénitentiaire.

### Kriminalvårdsinspektörer
Corps de commandement du personnel de surveillance, är tjänstemän i kategori B. De rekryteras dels internt från kriminalvårdens baspersonal, dels externt från de som avlagt akademisk examen på grundnivå. Inom befordringsgång B kan de genom urvalsbefordran högst nå till graden Commandant pénitentiaire.

### Kriminalvårdschefer
Directeurs de services pénitentiaires,  är tjänstemän i kategori A. De rekryteras internt eller externt från de som har en akademisk examen på avancerad nivå. De kan nå de högsta graderna inom den franska kriminalvården.

## Grader
| Personnels de surveillance (kriminalvårdare) | Corps de commandement du personnel de surveillance (kriminalvårds- inspektörer) | Directeurs de services pénitentiaires (kriminalvårdschefer) | Motsvarande grad i den franska armén (svenska armén)  |
| -------------------------------------------- | ------------------------------------------------------------------------------- | ----------------------------------------------------------- | ----------------------------------------------------- |
| Elève-surveillant                            | -                                                                               | -                                                           | Élève sous-officier (specialistofficersaspirant)      |
| Surveillant stagiaire                        | -                                                                               | -                                                           | Sergent (förste sergeant )                            |
| Surveillant                                  | -                                                                               | -                                                           | Sergent (förste sergeant)                             |
| Surveillant principal                        | -                                                                               | -                                                           | Sergent-chef (fanjunkare)                             |
| Surveillant brigadier                        | -                                                                               | -                                                           | Adjudant (förvaltare)                                 |
| Premier surveillant                          | -                                                                               | -                                                           | Adjudant-chef (förvaltare)                            |
| Major pénitentiaire                          | -                                                                               | -                                                           | Major (regementsförvaltare)                           |
| -                                            | Elève lieutenant                                                                | -                                                           | Aspirant (kadett)                                     |
| -                                            | Lieutenant pénitentiaire stagiaire                                              | -                                                           | Sous-lieutenant (fänrik)                              |
| -                                            | Lieutenant pénitentiaire                                                        | Elève directeur                                             | Lieutenant (löjtnant)                                 |
| -                                            | Capitaine pénitentiaire                                                         | Directeur stagiaire                                         | Capitaine (kapten)                                    |
| -                                            | Commandant pénitentiaire                                                        | -                                                           | Commandant (major)                                    |
| -                                            | -                                                                               | Directeur de classe normale                                 | Commandant Lieutenant-colonel (major överstelöjtnant) |
| -                                            | -                                                                               | Directeur hors classe                                       | Colonel (överste)                                     |
| -                                            | -                                                                               | Directeur fonctionnel                                       | Général de brigade (brigadgeneral)                    |
| -                                            | -                                                                               | Directeur interrégional                                     | Général de division (generalmajor)                    |